# Bermudy na Letnich Igrzyskach Olimpijskich 1976
Bermudy na Letnich Igrzyskach Olimpijskich 1976 reprezentowało 16 zawodników – piętnastu mężczyzn i jedna kobieta. Na igrzyskach w Montrealu reprezentacja Bermudów zdobyła pierwszy olimpijski medal.

## Zdobyte medale
Zdobycie medalu przez Hilla uczyniło Bermudy najmniejszym pod względem liczby ludności państwem posiadającym medal olimpijski (stan na 2012 rok).
| Medal | Zawodnik      | Dyscyplina | Konkurencja           |
| ----- | ------------- | ---------- | --------------------- |
| Brąz  | Clarence Hill | Boks       | Waga ciężka (+ 81 kg) |

## Reprezentanci

### Boks
| Zawodnik       | Konkurencja    | 1/16             | 1/8                      | Ćwierćfinał            | Półfinał           | Finał            |
| Zawodnik       | Konkurencja    | Przeciwnik Wynik | Przeciwnik Wynik         | Przeciwnik Wynik       | Przeciwnik Wynik   | Przeciwnik Wynik |
| -------------- | -------------- | ---------------- | ------------------------ | ---------------------- | ------------------ | ---------------- |
| Robert Burgess | Waga półciężka | na               | Seifu Mekonnen Walk-over | Kostică Dafinoiu P 5:0 | NQ                 | NQ               |
| Clarence Hill  | Waga ciężka    | na               | Parviz Badpa W KO - 3    | Raudy Gauwe W 5:0      | Mircea Șimon P 5:0 | NQ               |

### Lekkoatletyka

#### Mężczyźni

##### Konkurencje biegowe
| Konkurencja    | Zawodnik                                            | Kwalifikacje | Kwalifikacje | Ćwierćfinał | Ćwierćfinał | Półfinał | Półfinał | Finał   | Finał   |
| Konkurencja    | Zawodnik                                            | Wynik        | Pozycja      | Wynik       | Pozycja     | Wynik    | Pozycja  | Wynik   | Pozycja |
| -------------- | --------------------------------------------------- | ------------ | ------------ | ----------- | ----------- | -------- | -------- | ------- | ------- |
| 100 m          | Dennis Trott                                        | 10.67        | 5            | 10.64       | 5           | NQ       | NQ       | NQ      | NQ      |
| 100 m          | Mike Sharpe                                         | 10.70        | 4            | NQ          | NQ          | NQ       | NQ       | NQ      | NQ      |
| 100 m          | Gregory Simons                                      | 10.76        | 5            | NQ          | NQ          | NQ       | NQ       | NQ      | NQ      |
| 200 m          | Calvin Dill                                         | 22.38        | 4            | 21.40       | 6           | NQ       | NQ       | NQ      | NQ      |
| 400 m          | Renelda Swan                                        | 49.13        | 6            | NQ          | NQ          | NQ       | NQ       | NQ      | NQ      |
| Maraton        | Raymond Swan                                        | —            | —            | —           | —           | —        | —        | 2:39:18 | 58      |
| Sztafera 4x100 | Mike Sharpe Dennis Trott Calvin Dill Gregory Simons | 39.90        | 4            | —           | —           | 39.78    | 5        | NQ      | NQ      |

##### Konkurencje techniczne
| Konkurencja | Zawodnik     | Kwalifikacje | Kwalifikacje | Finał | Finał   |
| Konkurencja | Zawodnik     | Wynik        | Pozycja      | Wynik | Pozycja |
| ----------- | ------------ | ------------ | ------------ | ----- | ------- |
| Skok wzwyż  | Clark Godwin | 2,05         | 32           | NQ    | NQ      |

#### Konkurencje biegowe
| Konkurencja | Zawodnik     | Kwalifikacje | Kwalifikacje | Ćwierćfinał | Ćwierćfinał | Półfinał | Półfinał | Finał | Finał   |
| Konkurencja | Zawodnik     | Wynik        | Pozycja      | Wynik       | Pozycja     | Wynik    | Pozycja  | Wynik | Pozycja |
| ----------- | ------------ | ------------ | ------------ | ----------- | ----------- | -------- | -------- | ----- | ------- |
| 100 m       | Debbie Jones | 11.84        | 5            | NQ          | NQ          | NQ       | NQ       | NQ    | NQ      |

## Żeglowanie
| Zawodnik                                   | Konkurencja | Wyścig  | Wyścig | Wyścig  | Wyścig | Wyścig  | Wyścig | Wyścig  | Wyścig | Wyścig  | Wyścig | Wyścig  | Wyścig | Wyścig  | Wyścig | Punkty łącznie | Finałowa pozycja |
| Zawodnik                                   | Konkurencja | 1       | 1      | 2       | 2      | 3       | 3      | 4       | 4      | 5       | 5      | 6       | 6      | 7       | 7      | Punkty łącznie | Finałowa pozycja |
| Zawodnik                                   | Konkurencja | Pozycja | Punkty | Pozycja | Punkty | Pozycja | Punkty | Pozycja | Punkty | Pozycja | Punkty | Pozycja | Punkty | Pozycja | Punkty | Punkty łącznie | Finałowa pozycja |
| ------------------------------------------ | ----------- | ------- | ------ | ------- | ------ | ------- | ------ | ------- | ------ | ------- | ------ | ------- | ------ | ------- | ------ | -------------- | ---------------- |
| Howard Lee                                 | Finn        | 26      | 32.0   | DNF     | 34.0   | 17      | 23.0   | DSQ     | 37.0   | 20      | 26.0   | 24      | 30.0   | 24      | 30.0   | 175.0          | 26               |
| Penny Simmons Larry Lindo                  | 470         | 15      | 21.0   | 9       | 15.0   | 23      | 29.0   | 22      | 28.0   | 14      | 20.0   | 11      | 17.0   | 9       | 15.0   | 116.0          | 17               |
| Gordon Flood Raymond Pitman Richard Belvin | Soling      | 12      | 18.0   | 18      | 24.0   | RET     | 30.0   | 22      | 28.0   | 10      | 16.0   | 22      | 28.0   | 21      | 27.0   | 141.0          | 21               |